# Болотноцветник индийский
Болотноцве́тник инди́йский (лат. Nymphoídes índica) — водное травянистое растение, вид рода Болотноцветник (Nymphoides) семейства Вахтовые (Menyanthaceae).

## Ботаническое описание

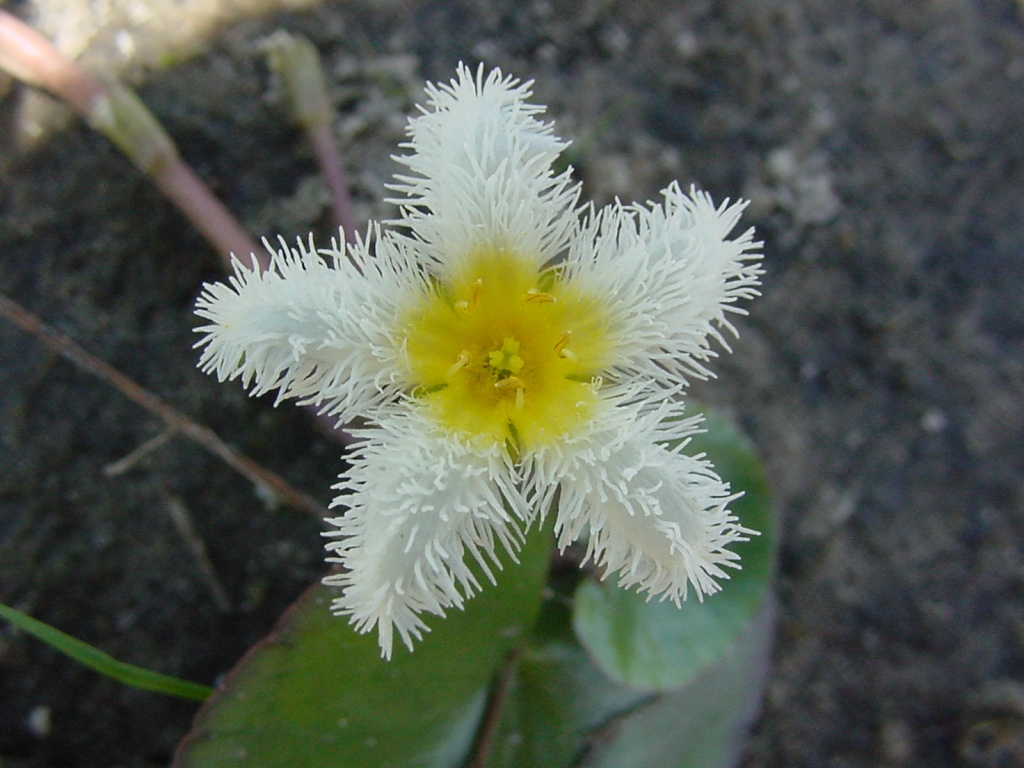

Многолетнее водное свободно плавающее травянистое растение. Стебли тонкие, с 1—3 расставленными листьями. Листья 5—50 см в поперечнике, округло-сердцевидные или яйцевидно-округлые в очертании, цельнокрайные, глубоко сердцевидные в основании, с пальчатым жилкованием, с нижней стороны густо железистые. Черешки до 2 см длиной, нисходящие на стебель, образующие ушки.
Цветки белого цвета, в середине жёлтые, до 2,5 см в поперечнике. Цветоножки 3—10 см длиной. Доли чашечки широколанцетные, туповатые, 4—6 мм длиной. Венчик сростнолепестный, обычно пятидольчатый, его доли с внутренней стороны с длинными хорошо заметными волосками.
Плоды — продолговатые коробочки 3—5 мм длиной, не выдающиеся из чашечки. Семена около 0,8 мм в поперечнике, почти шаровидные, гладкие, блестящие, серо-коричневые.

## Распространение
В настоящее время растение обладает пантропическим ареалом, происхождение растения не установлено. Легко распространяется отламывающимися от стеблей листьями, дающими начало новым растениям.

## Таксономия и систематика

### Синонимы
- Limnanthemum calycinum Miq., 1857
- Limnanthemum ecklonianum Griseb., 1839
- Limnanthemum esquirolii H.Lév., 1914
- Limnanthemum fraserianum Griseb., 1839
- Limnanthemum humboldtianum (Kunth) Griseb., 1839
- Limnanthemum indicum (L.) Griseb., 1839
- Limnanthemum kleinianum Griseb., 1839
- Limnanthemum niloticum Kotschy & Peyr., 1867[1]
- Limnanthemum orbiculatum (Lam.) Griseb., 1839
- Limnanthemum wightianum Griseb., 1839
- Menyanthes brasilica Vell., 1829
- Menyanthes indica L., 1753basionym
- Menyanthes macrophylla Roth ex Roem. & Schult., 1819
- Menyanthes meridionalis Willd. ex Griseb., 1839
- Menyanthes petioliflora Stokes, 1812
- Nymphoides eckloniana (Griseb.) Kuntze, 1891
- Nymphoides humboldtiana (Kunth) Kuntze, 1891
- Nymphoides orbiculata (Lam.) Kuntze, 1891
- Trachysperma humboldtiana (Kunth) House, 1921
- Villarsia communis A.St.-Hil., 1833
- Villarsia eglandulosa Griff., 1848
- Villarsia glandulosa Griff., 1854
- Villarsia humboldtiana Kunth, 1819
- Villarsia indica (L.) Vent., 1803
- Villarsia nymphaeifolia C.Fraser, 1830
- Villarsia orbiculata Lam., 1791
- Villarsia platiphylla A.St.-Hil., 1833
- Villarsia rheedei Kostel., 1834
- Villarsia simsii G.Don, 1837
- Villarsia swartzii G.Don, 1837
- Villarsia trachysperma F.Muell., 1868